# Casa Loma

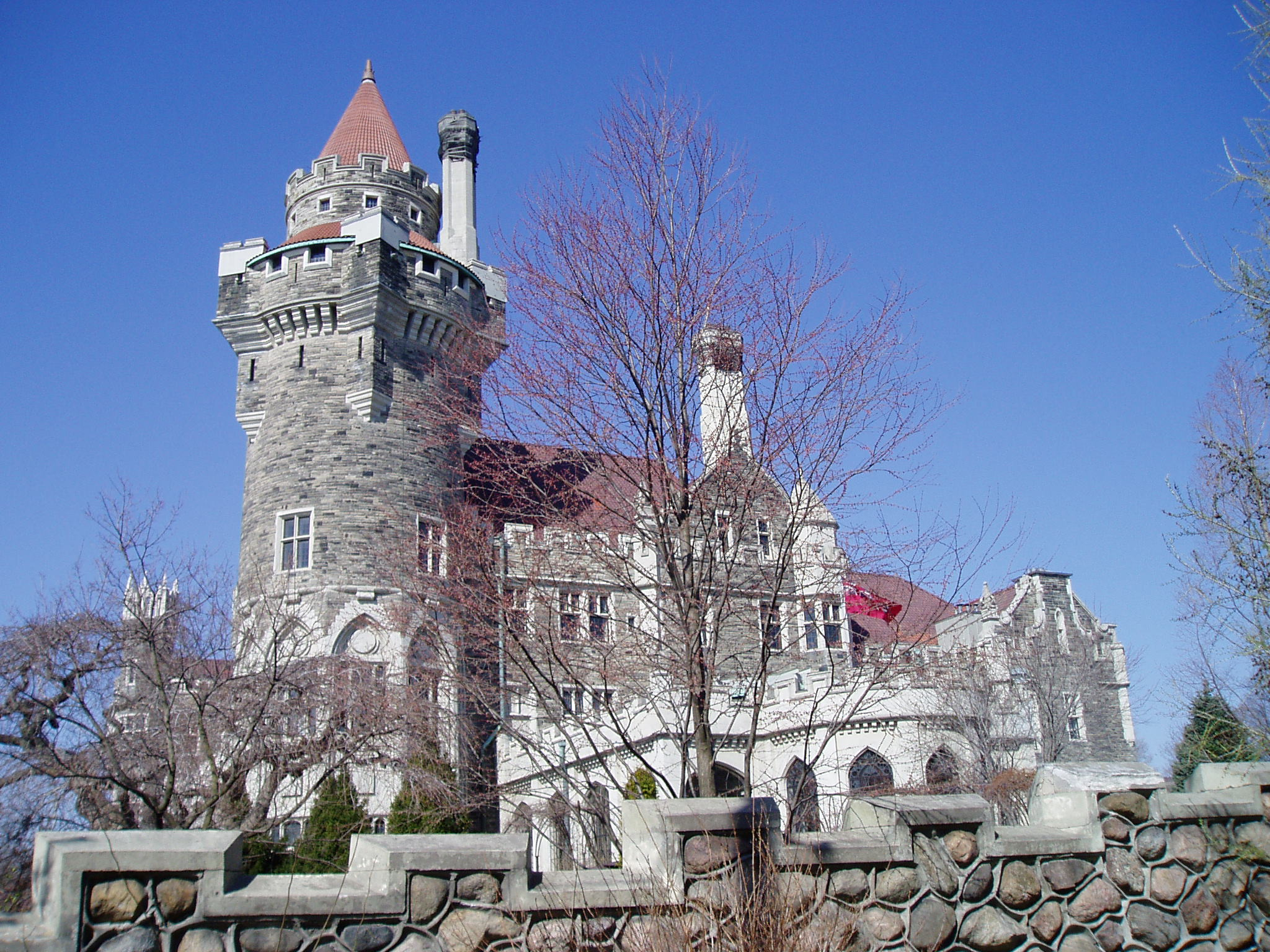
Casa Loma

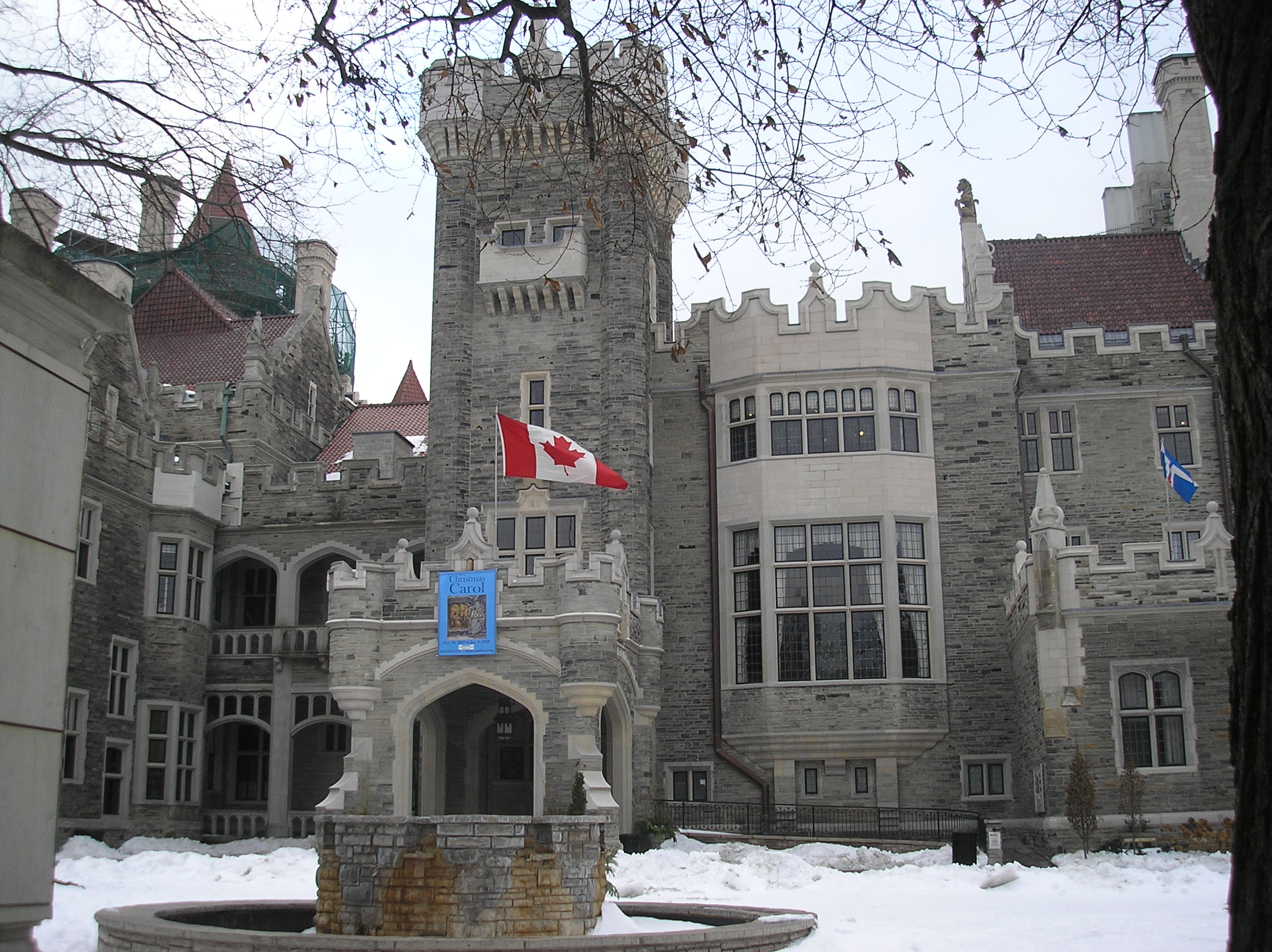
Innenhof

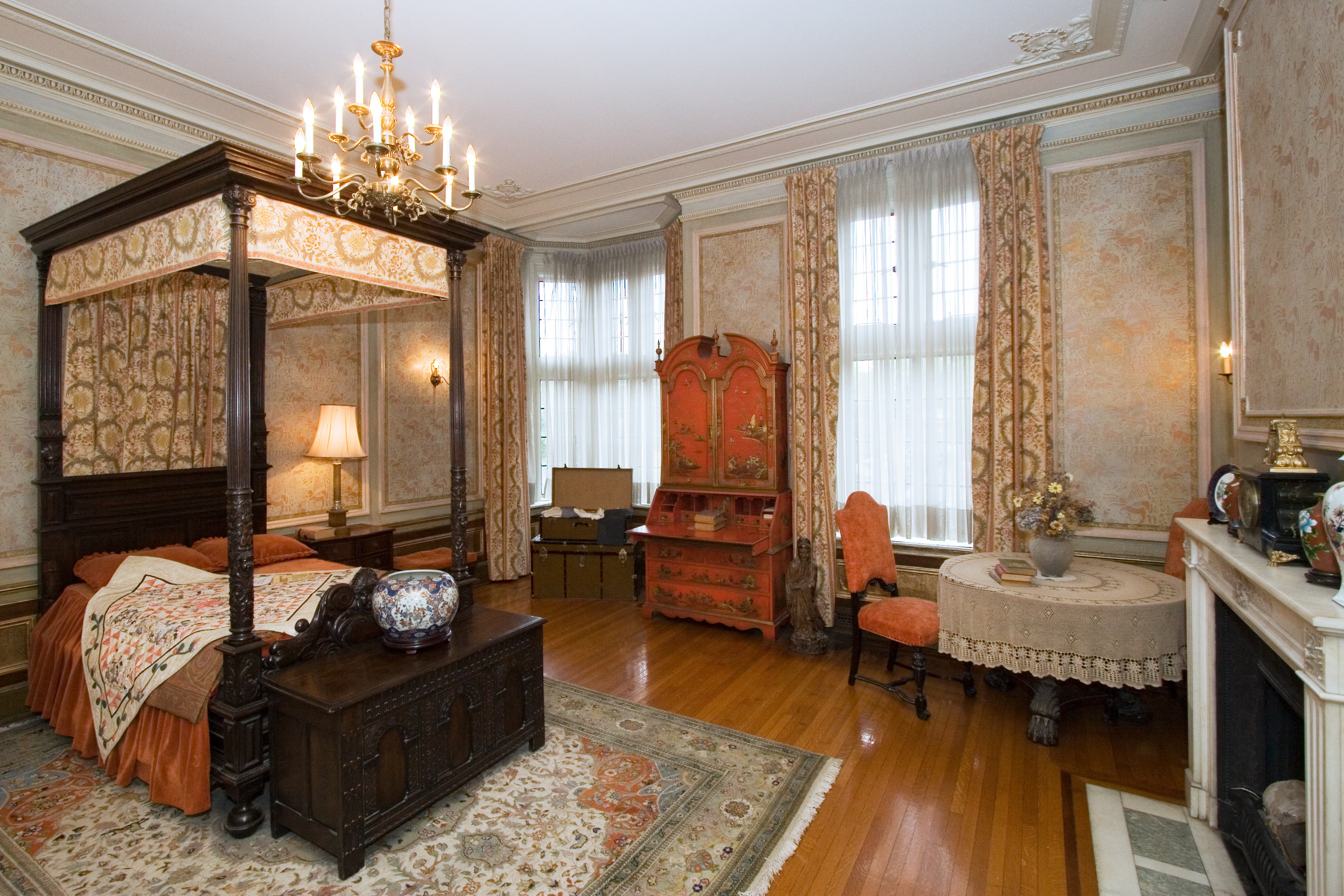
Gästesuite

Casa Loma (spanisch „Haus auf dem Hügel“) ist ein burgartiges Herrenhaus im kanadischen Toronto, das von 1911 bis 1914 von Sir Henry Pellatt für ca. 3,5 Millionen kanadische Dollar als Wohnhaus erbaut wurde. Die eklektizistische Architektur lehnt sich an jene mittelalterlicher Schlösser in Europa an. Das Casa Loma befindet sich am Nordende der Spadina Avenue auf dem Davenport Hill.

## Geschichte
Pellatt, der mit Minen, Versicherungen, Grundstücken und Elektrizitätswerken ein Vermögen verdient hatte, beauftragte den kanadischen Architekten E. J. Lennox mit der Planung von Casa Loma. Die Bauarbeiten begannen 1911 zunächst mit den Ställen nördlich des zukünftigen Schlosses. Die Ställe dienten anschließend als Bauplatz; einige der Baumaschinen sind heute noch in den Räumen unter den Ställen gelagert. 300 Bauarbeiter waren an dem Projekt beteiligt.
1914 war das Schloss fertiggestellt; mit seinen 98 Zimmern war es damals die größte private Residenz Nordamerikas. Zu den Annehmlichkeiten gehörten ein Aufzug, ein Ofen groß genug um einen Ochsen zu braten, zwei vertikale Durchgänge für Pfeifenorgeln, eine Zentralheizung, zwei Geheimgänge zu Pellatts Büro im Erdgeschoss und drei Bowlingbahnen, die später zu einem Souvenirgeschäft umgebaut wurden.
Pellatts Vermögen schrumpfte während des Ersten Weltkriegs rapide und er musste 1923 aus Kostengründen ausziehen. 1924 wurde das Schloss zu einem Bruchteil des Werts versteigert. Von 1925 bis 1929 wurde es ohne Erfolg als Luxushotel geführt. 1933 kaufte die Stadt Toronto das Schloss und der örtliche Kiwanis-Club machte es 1937 der Öffentlichkeit zugänglich. Während des Zweiten Weltkriegs wurde hier geheime Forschung an Sonargeräten betrieben. Heute dient Casa Loma, gemeinsam mit dem Schlossgarten, als Museum. Es ist eine der meistbesuchten Touristenattraktionen Torontos.

## Kultur
In den 1920er-Jahren spielten im Schlosshotel Glen Gray und das Casa Loma Orchestra, die später zu Stars der Swing-Musik aufstiegen. Das Schloss diente als Drehort für einige Spiel- und Fernsehfilme, wie z. B. X-Men, Chicago, The Tuxedo, Cracked, Der Babynator und Ready or Not – Auf die Plätze, fertig, tot.